# Bartolomeo Gera
Bartolomeo Gera (Candide, 1602 – Feltre, 11 aprile 1681) è stato un vescovo cattolico italiano.

## Biografia
Nato nel 1602 da Giacomo ed Elisabetta de' Ceschi, apparteneva alla nobile famiglia Gera.
Nell'aprile 1628 fu ordinato sacerdote.
L'11 febbraio 1664 fu eletto vescovo di Feltre.
Il 10 maggio 1668 celebrò in cattedrale il sinodo diocesano.
Promosse il restauro della cattedrale, alla quale donò anche ricche suppellettili, e del vescovado.
Morì l'11 aprile 1681. Fu sepolto nella cattedrale di Feltre, nel sepolcro che aveva predisposto per sé e per i suoi successori.